# Gödre
Gödre is een plaats (község) en gemeente in het Hongaarse comitaat Baranya. Gödre telt 966 inwoners (2001).